# Ossip Braz
Pour les articles homonymes, voir Braz.
Ossip Emmanouïlovitch Braz (en russe : Осип Эммануилович Браз) est un peintre russe né à Odessa dans l'Empire russe en 1873 et décédé au domaine du Lys-Chantilly en 1936. Il fut conservateur du Musée de l'Ermitage de Saint-Pétersbourg.

## Biographie
Serge Ivanoff fut l'élève d'Ossip Braz à l'Académie des Beaux-Arts de Saint-Pétersbourg. Les deux artistes se retrouvèrent plus tard en France à Paris, où l'élève réalisa un grand portrait de son maître, en 1933.
En 1898, Ossip Braz a peint un célèbre portrait d'Anton Tchekhov.
De 1907 à 1911, il séjourne en France et sous l'influence de la peinture française il s'intéresse au paysage. Il peint ainsi de nombreux paysages, notamment en Bretagne .
En 1924, il est arrêté. Accusé d'exportation illégale de peintures et d'espionnage, il passe trois ans au Goulag, au camp SLON de Solovki.
En 1928, il s'installe en Allemagne puis à Paris. 
Il participe aux expositions d'Art russe à Berlin et à Paris en 1931 et 1932.

## Galerie

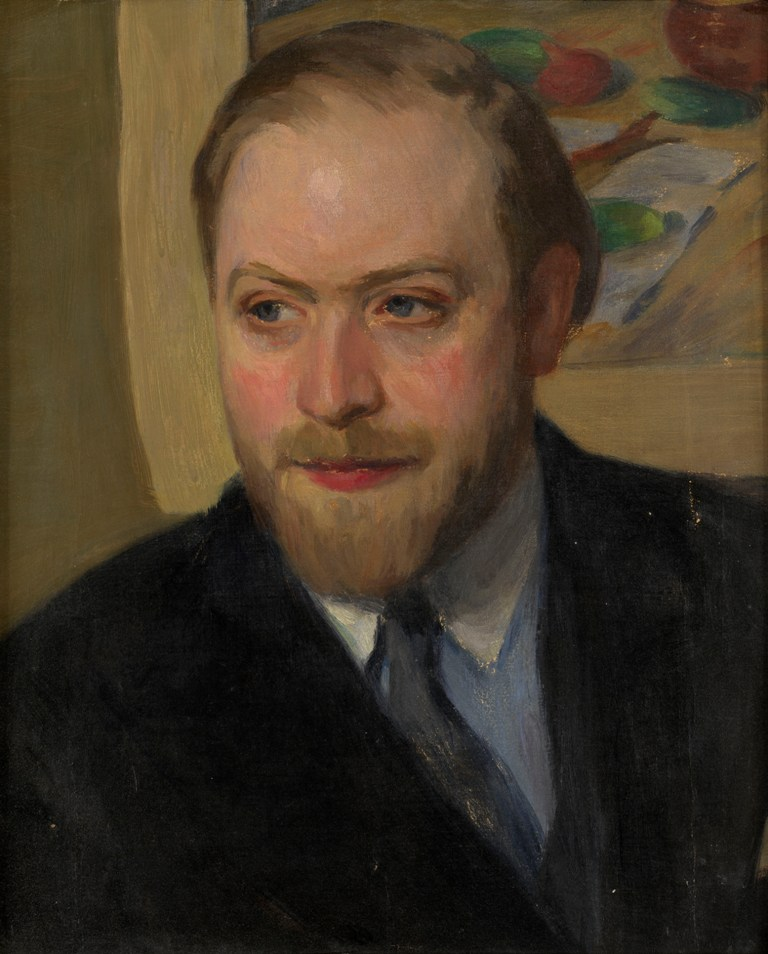
Portrait de Serge Ivanoff
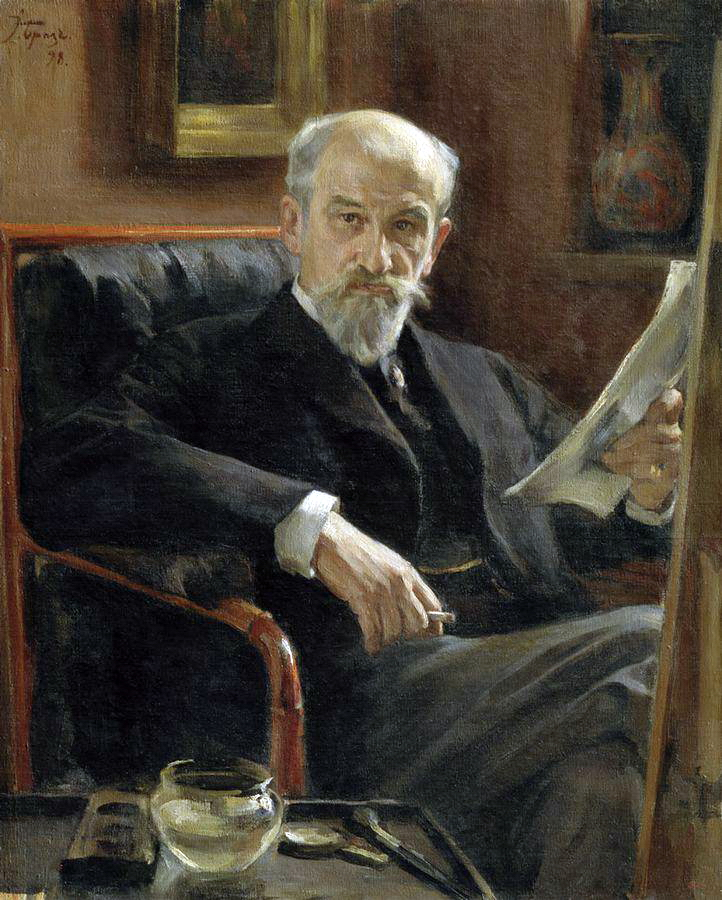
Portrait de l'artiste Alexandre Sokolov
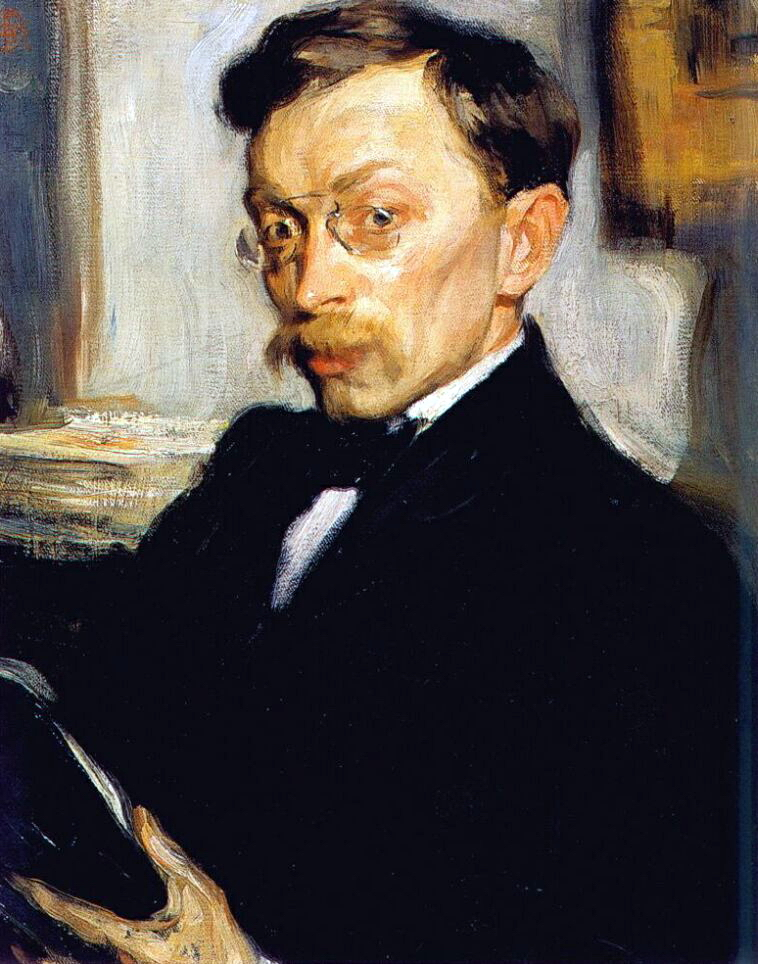
Portrait de l'artiste Constantin Pervoukhine
Portrait d'Anton Tchekhov
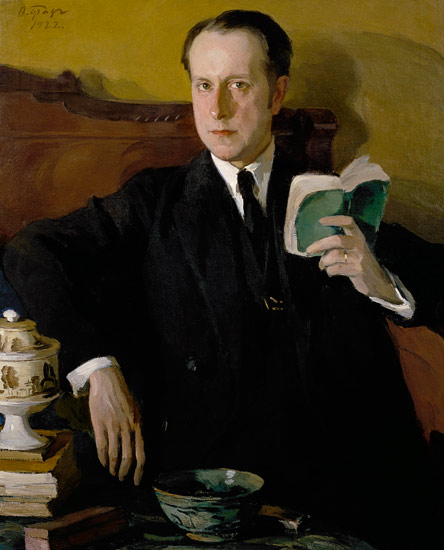
Portrait de Mstislav Doboujinski
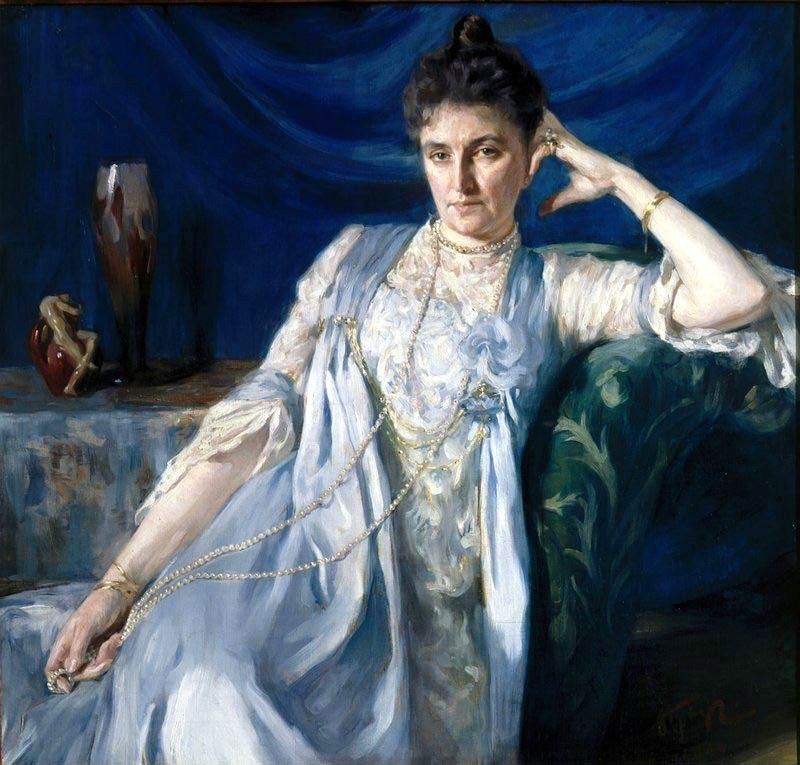
Portrait de la comtesse E.M. Tolstaïa
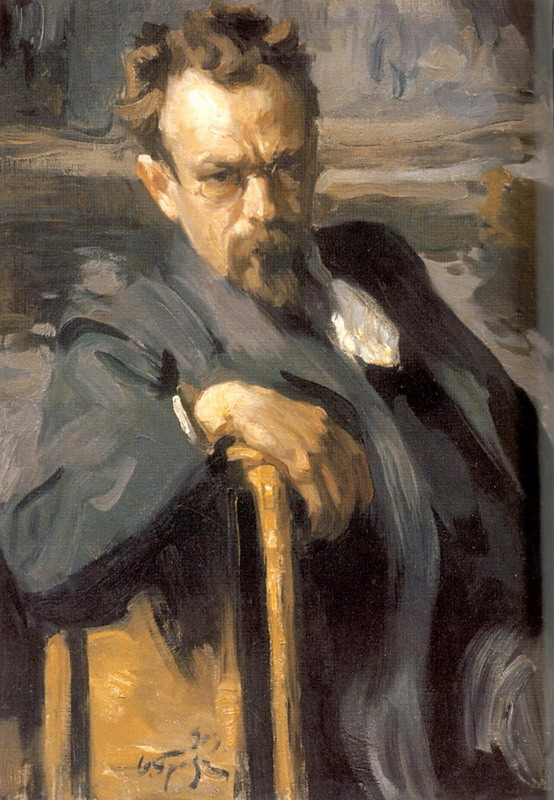
Portrait de l'artiste Sergueï Ivanov
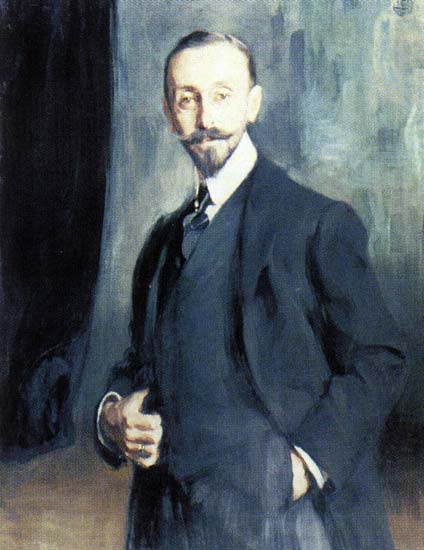
Portrait du comte Dmitri Ivanovitch Tolstoï
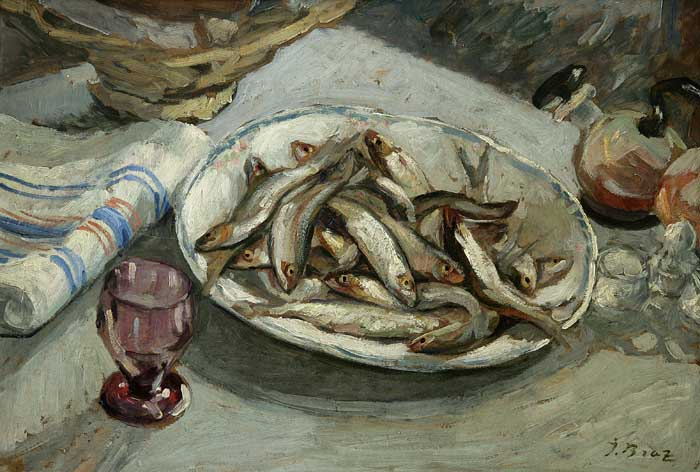
Nature morte
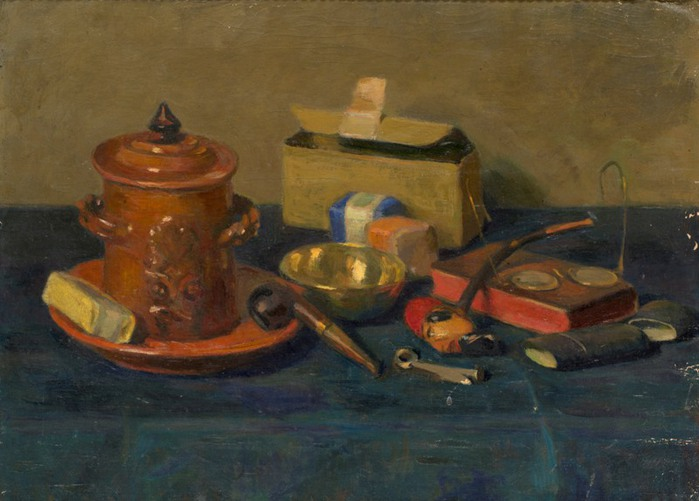
Nature morte
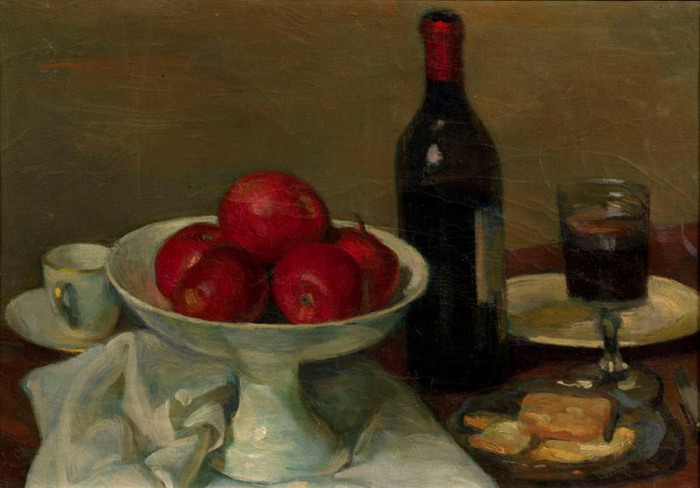
Nature morte
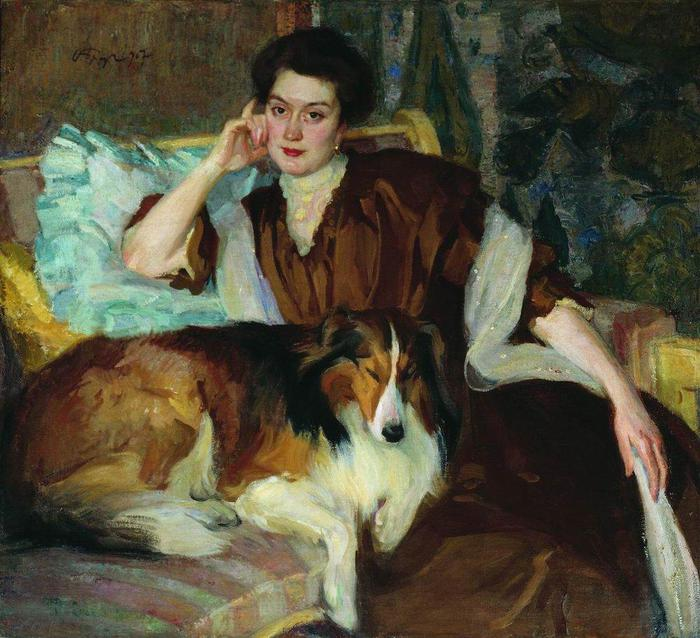
Zena
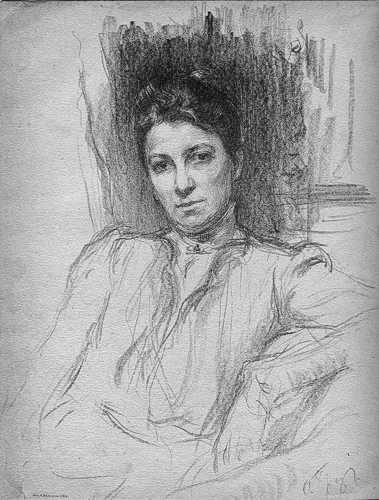
Portrait de l'actrice Maria Savina
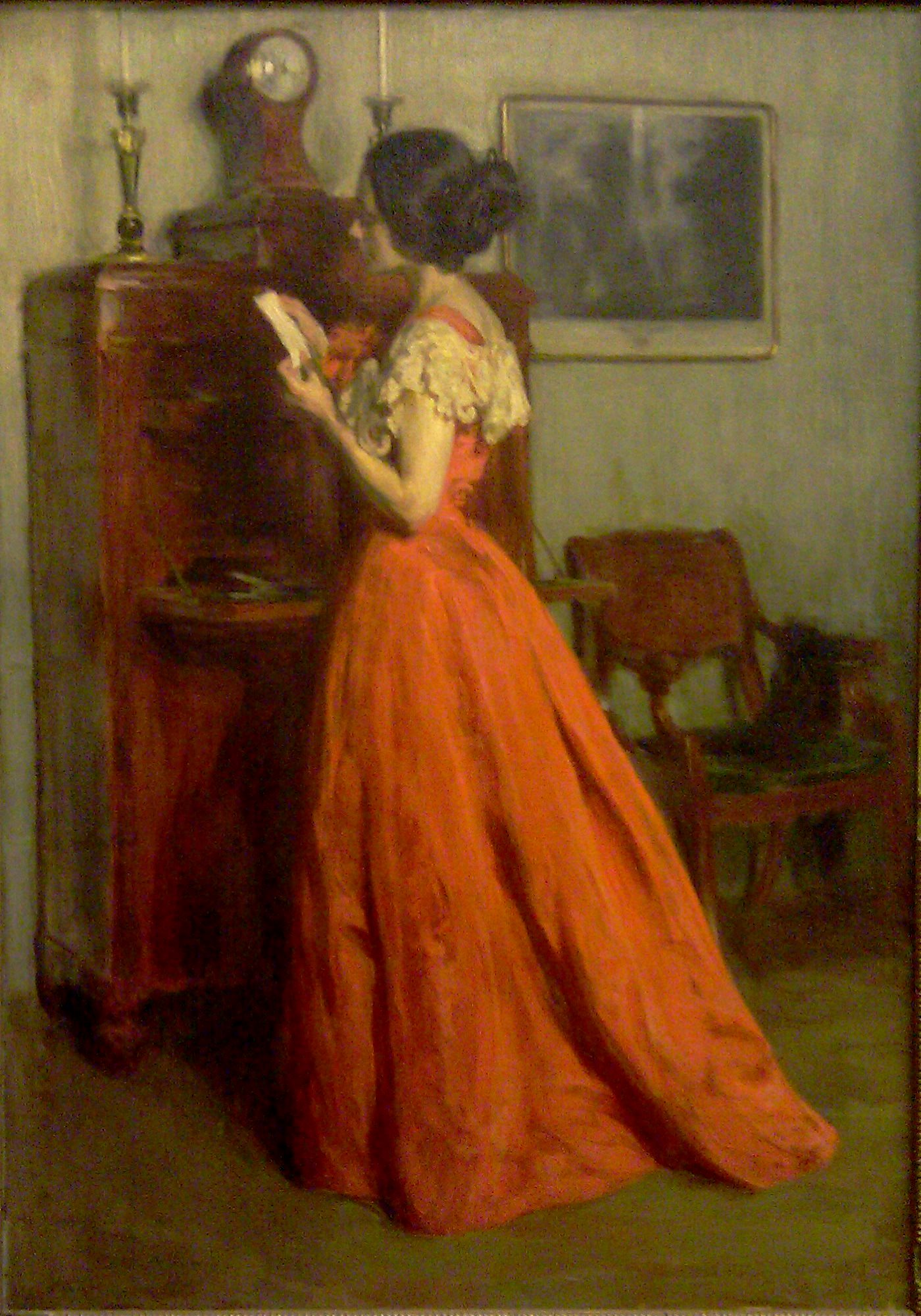
«Souvenir», 1901, Musée national des beaux-arts de Biélorussie
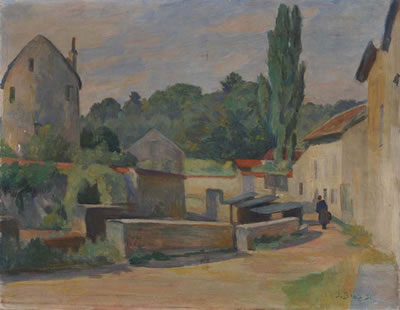
Un village Italien